# Mado Martínez
María Dolores Martínez Muñoz (Alicante, 12 de marzo de 1979) es una escritora española. Sus novelas se enmarcan en el género fantástico. Ganó el XIX Premio Ateneo Joven de Sevilla en junio de 2014 con La Santa.  Es miembro del equipo radiofónico de La Rosa de los Vientos (programa de radio), en Onda Cero (España).

## Trayectoria
Escritora española, licenciada en filología hispánica y antropología. Debutó en el género fantástico en el año 2008 con El Misterio de Nicole Delacroix, a la que siguieron otras obras de ficción y no ficción. Es miembro del equipo del programa de La Rosa de los Vientos de Onda Cero dirigido y presentado por Bruno Cardeñosa donde colabora todos los sábados con una sección de divulgación científica titulada Eureka, y los domingos en la Tertulia Zona Cero.
Como periodista ha trabajado tanto en radio (La rosa de los vientos, emitido en Onda Cero) como en televisión (colaboradora en el programa de misterio Cuarto milenio (2015 en adelante) y en prensa escrita, en publicaciones especializadas de misterio, historia y ciencia como Año Cero/Enigmas de Prisma Publicaciones - Grupo Planeta, Historia de la Iberia Vieja, Más Allá, Muy Interesante y Clío .

## Obras

### Novelas
- 2008, El Misterio de Nicole Delacroix, Editorial Lámed; reedición revisada latina en Colombia, en 2018, Ediciones B
- 2013, La Maldición, Editorial Leer-e; reedición revisada en DeBolsillo, 2017
- 2013, La Guardiana, Editorial Leer-e
- 2014, La Santa, Algaida Editores, ganadora del XIX Premio Ateneo Joven de Sevilla Novela
- 2018, El Tren de las Almas, Algaida Editores, obra finalista en el Premio Carolina Coronado de novela fantástica y finalista en el premio Ateneo de Valladolid.

### Ensayos
- 2004, Renée Vivien y la relectura de la mujer fatal y lograron otros aspectos en Une Femme m'Apparut (CEM Universidad de Alicante), ganador del premio de ayudas a la investigación Centro de Estudios de la Mujer de la Universidad de Alicante[10]
- 2007, Piedras Mágicas, Editorial Sirio
- 2014, Neurociencia de la Felicidad, Editorial Odeón
- 2014, Ciencia y Más Allá, Editorial Oblicuas, ganador del I Premio Incógnitas Oblicuas
- 2015, La cocina de la Biblia, Editorial Cydonia
- 2018, Colombia Sobrenatural, Ediciones B
- 2019, Colombia Sobrenatural 2 Ediciones B
- 2016, La Prueba, Editorial Planeta; reedición en Booket, 2018)
- 2021, Putas, brujas y locas, Editorial Algaida-Anaya

### Relatos
- 2010, Secretos Compartidos, Odisea Editorial

### Poesía
- 2016, El Delirio de las Nubes, Prosópon editorial

## Premios y distinciones
En el año 2004, recibió el premio Ayudas a la investigación del Centro de Estudios de la Mujer en 2004 por Renée Vivien y la relectura de la mujer fatal y otros aspectos en Une Femme m'Apparut. Este mismo año se hizo con el premio Narrativa Breve Géminis que otorga el Ayuntamiento de Aspe por Los gemelos de Aspis.
En el año 2006, fue seleccionada como finalista del Premio de Narrativa para Mujeres de la Generalitat Valencia, por Isabel y las Piedras, y en el 2014, ganó el premio Premio Ateneo Joven de Novela, en su XIX edición, por su obra La Santa.
Ese mismo año se hizo con el Premio de investigación Incógnitas Oblicuas, por Ciencia y Más Allá, y tres años después, 2017, fue finalista en el premio de novela fantástica Carolina Coronado por El tren de las Almas, obra con la que también fue finalista en el Premio Ateneo de Novela Ciudad Valladolid.